# Championnats d'Europe d'haltérophilie 2017
Navigation
Édition précédente Édition suivante
Les Championnats d'Europe d'haltérophilie 2017 ont lieu en Croatie, à Split du 2 avril 2017 au 8 avril 2017.

## Podiums

### Hommes
| Épreuve  |             | Or                             | Or     | Argent                         | Argent | Bronze                           | Bronze |
| – 56 kg  | Arraché     | Mirco Scarantino Italie        | 120 kg | Iuri Dudoglo Moldavie          | 115 kg | Dominik Kozłowski Pologne        | 114 kg |
| – 56 kg  | Épaulé-Jeté | Iuri Dudoglo Moldavie          | 146 kg | Mirco Scarantino Italie        | 146 kg | Ilie-Constantin Ciotoiu Roumanie | 131 kg |
| – 56 kg  | Total       | Mirco Scarantino Italie        | 266 kg | Iuri Dudoglo Moldavie          | 261 kg | Ilie-Constantin Ciotoiu Roumanie | 242 kg |
| – 62 kg  | Arraché     | Bünyamin Sezer Turquie         | 135 kg | Feliks Khalibekov Russie       | 131 kg | Hurşit Atak Turquie              | 130 kg |
| – 62 kg  | Épaulé-Jeté | Hurşit Atak Turquie            | 160 kg | Dimitris Minasidis Chypre      | 157 kg | Stilyan Grozdev Bulgarie         | 154 kg |
| – 62 kg  | Total       | Hurşit Atak Turquie            | 290 kg | Bünyamin Sezer Turquie         | 289 kg | Feliks Khalibekov Russie         | 285 kg |
| – 69 kg  | Arraché     | Oleg Chen Russie               | 150 kg | Mirko Zanni Italie             | 143 kg | Ahmet Turan Okyay Turquie        | 142 kg |
| – 69 kg  | Épaulé-Jeté | Bernardin Matam France         | 180 kg | Robert Joachim Allemagne       | 176 kg | Briken Calja Albanie             | 175 kg |
| – 69 kg  | Total       | Bernardin Matam France         | 320 kg | Oleg Chen Russie               | 319 kg | Robert Joachim Allemagne         | 317 kg |
| – 77 kg  | Arraché     | Daniel Godelli Albanie         | 161 kg | Dumitru Captari Roumanie       | 160 kg | Răzvan Martin Roumanie           | 158 kg |
| – 77 kg  | Épaulé-Jeté | Dumitru Captari Roumanie       | 200 kg | Erkand Qerimaj Albanie         | 193 kg | Răzvan Martin Roumanie           | 190 kg |
| – 77 kg  | Total       | Dumitru Captari Roumanie       | 360 kg | Răzvan Martin Roumanie         | 348 kg | Erkand Qerimaj Albanie           | 348 kg |
| – 85 kg  | Arraché     | Oleksandr Pielieshenko Ukraine | 175 kg | Artem Okulov Russie            | 165 kg | Pavel Khadasevich Biélorussie    | 160 kg |
| – 85 kg  | Épaulé-Jeté | Artem Okulov Russie            | 212 kg | Oleksandr Pielieshenko Ukraine | 211 kg | Krzysztof Zwarycz Pologne        | 199 kg |
| – 85 kg  | Total       | Oleksandr Pielieshenko Ukraine | 386 kg | Artem Okulov Russie            | 377 kg | Krzysztof Zwarycz Pologne        | 358 kg |
| – 94 kg  | Arraché     | Aurimas Didzbalis Lituanie     | 181 kg | Adam Maligov Russie            | 180 kg | Dmytro Chumak Ukraine            | 174 kg |
| – 94 kg  | Épaulé-Jeté | Dmytro Chumak Ukraine          | 214 kg | Egor Klimonov Russie           | 213 kg | Adam Maligov Russie              | 208 kg |
| – 94 kg  | Total       | Adam Maligov Russie            | 388 kg | Dmytro Chumak Ukraine          | 388 kg | Aurimas Didzbalis Lituanie       | 386 kg |
| – 105 kg | Arraché     | Simon Martirosyan Arménie      | 184 kg | Sargis Martirosjan Autriche    | 181 kg | Vasil Gospodinov Bulgarie        | 180 kg |
| – 105 kg | Épaulé-Jeté | Simon Martirosyan Arménie      | 230 kg | David Bedzhanyan Russie        | 221 kg | Vasil Gospodinov Bulgarie        | 217 kg |
| – 105 kg | Total       | Simon Martirosyan Arménie      | 414 kg | Vasil Gospodinov Bulgarie      | 397 kg | Arkadiusz Michalski Pologne      | 387 kg |
| + 105 kg | Arraché     | Lasha Talakhadze Géorgie       | 217 kg | Gor Minasyan Arménie           | 211 kg | Irakli Turmanidze Géorgie        | 201 kg |
| + 105 kg | Épaulé-Jeté | Lasha Talakhadze Géorgie       | 250 kg | Mart Seim Estonie              | 246 kg | Ruben Aleksanyan Arménie         | 244 kg |
| + 105 kg | Total       | Lasha Talakhadze Géorgie       | 467 kg | Gor Minasyan Arménie           | 446 kg | Ruben Aleksanyan Arménie         | 434 kg |

### Femmes
| Épreuve |             | Or                         | Or     | Argent                            | Argent | Bronze                            | Bronze |
| – 48 kg | Arraché     | Monica Csengeri Roumanie   | 85 kg  | Anaïs Michel France               | 80 kg  | Elena Ramona Andrieş Roumanie     | 75 kg  |
| – 48 kg | Épaulé-Jeté | Anaïs Michel France        | 100 kg | Monica Csengeri Roumanie          | 94 kg  | Şaziye Erdoğan Turquie            | 90 kg  |
| – 48 kg | Total       | Anaïs Michel France        | 180 kg | Monica Csengeri Roumanie          | 179 kg | Elena Ramona Andrieş Roumanie     | 164 kg |
| – 53 kg | Arraché     | Joanna Łochowska Pologne   | 86 kg  | Atenery Hernández Espagne         | 86 kg  | Bediha Tunadağı Turquie           | 84 kg  |
| – 53 kg | Épaulé-Jeté | Joanna Łochowska Pologne   | 106 kg | Ludmila Pankova Biélorussie       | 106 kg | Atenery Hernández Espagne         | 105 kg |
| – 53 kg | Total       | Joanna Łochowska Pologne   | 192 kg | Atenery Hernández Espagne         | 191 kg | Ludmila Pankova Biélorussie       | 189 kg |
| – 58 kg | Arraché     | Rebeka Koha Lettonie       | 95 kg  | Veronika Ivasiuk Ukraine          | 95 kg  | Natalia Khlestkina Russie         | 95 kg  |
| – 58 kg | Épaulé-Jeté | Natalia Khlestkina Russie  | 119 kg | Rebeka Koha Lettonie              | 118 kg | Sümeyye Kentli Turquie            | 116 kg |
| – 58 kg | Total       | Natalia Khlestkina Russie  | 214 kg | Rebeka Koha Lettonie              | 213 kg | Mădălina Bianca Molie Roumanie    | 208 kg |
| – 63 kg | Arraché     | Loredana Toma Roumanie     | 100 kg | Tatiana Aleeva Russie             | 98 kg  | Tima Turieva Russie               | 97 kg  |
| – 63 kg | Épaulé-Jeté | Loredana Toma Roumanie     | 126 kg | Tatiana Aleeva Russie             | 125 kg | Tima Turieva Russie               | 121 kg |
| – 63 kg | Total       | Loredana Toma Roumanie     | 226 kg | Tatiana Aleeva Russie             | 223 kg | Tima Turieva Russie               | 218 kg |
| – 69 kg | Arraché     | Anastasiia Romanova Russie | 112 kg | Rebekah Tiler Royaume-Uni         | 100 kg | Mariya Khlyan Ukraine             | 99 kg  |
| – 69 kg | Épaulé-Jeté | Anastasiia Romanova Russie | 135 kg | Anastasiya Mikhalenka Biélorussie | 130 kg | Mariya Khlyan Ukraine             | 126 kg |
| – 69 kg | Total       | Anastasiia Romanova Russie | 247 kg | Mariya Khlyan Ukraine             | 225 kg | Anastasiya Mikhalenka Biélorussie | 225 kg |
| – 75 kg | Arraché     | Iryna Dekha Ukraine        | 120 kg | Lidia Valentín Espagne            | 115 kg | Mariia Vostrikova Russie          | 113 kg |
| – 75 kg | Épaulé-Jeté | Lidia Valentín Espagne     | 137 kg | Sona Poghosyan Arménie            | 126 kg | Mariia Vostrikova Russie          | 126 kg |
| – 75 kg | Total       | Lidia Valentín Espagne     | 252 kg | Mariia Vostrikova Russie          | 238 kg | Sona Poghosyan Arménie            | 227 kg |
| – 90 kg | Arraché     | Valentyna Kisil Ukraine    | 110 kg | Diana Mstieva Russie              | 109 kg | Tatev Hakobyan Arménie            | 105 kg |
| – 90 kg | Épaulé-Jeté | Diana Mstieva Russie       | 132 kg | Valentyna Kisil Ukraine           | 130 kg | Anna Van Bellinghen Belgique      | 127 kg |
| – 90 kg | Total       | Diana Mstieva Russie       | 241 kg | Valentyna Kisil Ukraine           | 240 kg | Tatev Hakobyan Arménie            | 230 kg |
| + 90 kg | Arraché     | Tatiana Kashirina Russie   | 137 kg | Anastasiya Lysenko Ukraine        | 125 kg | Krisztina Magát Hongrie           | 104 kg |
| + 90 kg | Épaulé-Jeté | Tatiana Kashirina Russie   | 180 kg | Anastasiya Lysenko Ukraine        | 152 kg | Krisztina Magát Hongrie           | 130 kg |
| + 90 kg | Total       | Tatiana Kashirina Russie   | 317 kg | Anastasiya Lysenko Ukraine        | 277 kg | Krisztina Magát Hongrie           | 234 kg |